# Daniel Strandsäter
Daniel Åke John Strandsäter, född 18 februari 2001, är en svensk fotbollsspelare som spelar för Enskede IK. Hans äldre bror, Jakob Strandsäter, spelade två matcher för Husqvarna FF i Superettan 2014.

## Karriär
Strandsäter är fostrad i Ekhagens IF. Han spelade 21 matcher och gjorde två mål för klubben i Division 4 mellan 2015 och 2016. 2017 gick Strandsäter till Jönköpings Södra IF. Under 2019 lånades han ut till Tenhults IF och spelade åtta matcher för klubben i Division 3.
I januari 2020 skrev Strandsäter på sitt första A-lagskontrakt i J-Södra, ett kontrakt på tre år. Strandsäter tävlingsdebuterade för klubben den 1 mars 2020 i en 5–0-förlust mot Kalmar FF i Svenska cupen, där han blev inbytt i halvlek mot Elias Gustafson. Det blev dock inga ligamatcher för Strandsäter under säsongen 2020. Strandsäter gjorde sin Superettan-debut den 11 april 2021 i en 5–1-seger över Vasalunds IF, där han blev inbytt i den 78:e minuten mot Sebastian Crona. I juli 2021 förlängde Strandsäter sitt kontrakt i klubben fram över säsongen 2024.
I mars 2025 gick Strandsäter till Enskede IK.